# اشتاتگ
اشتاتگ (به آلمانی: Stattegg) یک منطقهٔ مسکونی در اتریش است که در گراتس اومگبونگ واقع شده‌است. اشتاتگ ۲۵٫۸۸ کیلومتر مربع مساحت دارد ۴۳۲ متر بالاتر از سطح دریا واقع شده‌است.